# Охре
Охре (чеш. Ohře) је река дугачка 316 km која тече кроз Чешку (251 km) и Немачку (65 km). Извире на планини Фихтел и улива се као лева притока у Лабу. Сливно подручје реке је 6.255 km², од чега је 5.614 km² у Чешкој и 641 km² у Немачкој. То је трећа по величини река у Чешкој Републици.

## Географија
Река извире у подножју планина Фихтел у немачкој савезној држави Баварској, у близини града Вајсенштат. Охре протиче кроз језеро Вајсенштат и градове Реслау, Марктлојтен и Хоенберг ан дер Егер где напушта Немачку. У Чешкој пролази кроз градове Хеб, Карлове Вари, Клаштерец на Охри, Кадањ, Лоуни, Терезин, пре него што се улије у Лабу код града Литомјержице.
Највећи проток се јавља у пролеће. Просечна запремина протока на ушћу је 37,94 m³/s. Доњи део реке протиче кроз подручја са најнижом просечном количином падавина у Чешкој Републици (мање од 500 мм).
Охре се углавном користи за наводњавање и за електричну енергију. Постоје три хидроелектране: Скалка (изграђена 1962-1964, површине 378ha), Нехрањице (грађена од 1961. до 1968. године, површине 1338 ha) и Кадањ (изграђена 1966-1971, површине 67ha)

## Притока
- Флајсенбах или Плесна (лева)
- Вондреб или Одрава (десна)
- Либоцки Поток (л)
- Сватава (л)
- Ролава (л)
- Тепла (д)
- Бистрице (л)
- Либок (д)
- Бишанка (д)
- Хомутовка (л)